# Hà Đông (provincie)
Hà Đông is een voormalige provincie in de regio Noord-Vietnam. De provincie is ontstaan in 1904, nadat delen van de provincie Hà Nội van de provincie werden afgescheiden en werden samengevoegd met de provincie Cầu Đơ. De hoofdstad van de provincie was Hà Đông.
In 1915 werd het district Hoàn Long bij de provincie gevoegd. In 1960 werden de districten Từ Liêm en Thanh Trì een onderdeel van Hanoi. In 1965 is de provincie opgeheven, toen het werd samengevoegd samen met Sơn Tây tot Hà Tây.